# Zabójstwo Franciszka Koryzmy
Zabójstwo Franciszka Koryzmy – zabójstwo starszego żandarma Franciszka Koryzmy dokonane w nocy z 4 na 5 grudnia 1928 przed warszawskim Belwederem, w niewyjaśnionych okolicznościach, przez nieznanego sprawcę.
Sprawa jego śmierci już w latach 20. budziła szereg kontrowersji i była jednym z najszerzej komentowanych zabójstw tej dekady. Do dziś historycy nie są zgodni co do faktycznego przebiegu wydarzeń.

## Zabójstwo i śledztwo
Franciszek Koryzma pełnił służbę w Parku Belwederskim nocą z 4 na 5 grudnia 1928. Około 2:45 w nocy w parku usłyszano strzały, jeden z oficerów wkrótce potem znalazł leżącego w kałuży krwi Koryzmę, z dwiema ranami postrzałowymi głowy; strzały oddano z bliskiej odległości. Ciało znaleziono ok. 30-40 metrów od schodów pałacu, na jednej z parkowych alejek. W oku i czole żandarma utkwiły dwa pociski, jak się później okazało – stalowe.
Ze względu na bliskość Belwederu, w którym podówczas mieszkał były Naczelnik Państwa Józef Piłsudski, na miejsce natychmiast sprowadzono dowódcę Żandarmerii Wojskowej ppłk. Mieczysława Piątkowskiego oraz naczelnika Urzędu Śledczego Wacława Suchenka-Sucheckiego, natychmiast przeszukano również najbliższe okolice pałacyku.

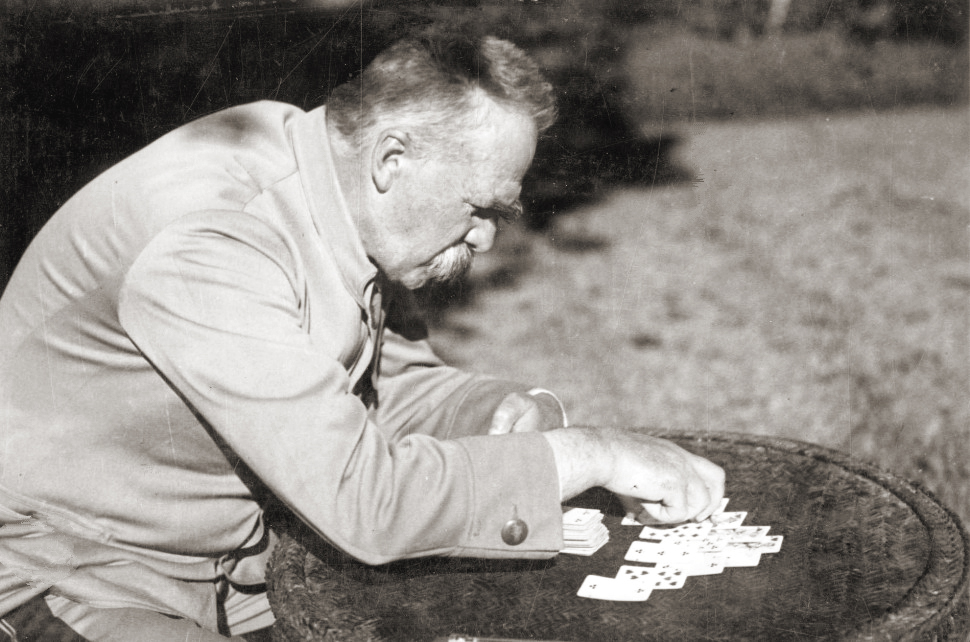
Mieszkańcem Belwederu w czasie zabójstwa był Józef Piłsudski

Wkrótce na terenie parku ujęto Stefana Kossowskiego, byłego pracownika Oddziału II Sztabu Generalnego, wyrzuconego z pracy za alkoholizm. Śledczy rozważali motywy osobiste zbrodni, prasa w całym kraju okrzyknęła Kossowskiego mordercą. Jednak znalezione podczas sekcji zwłok w ciele ofiary pociski nie pasowały do rewolweru Smith & Wesson znalezionego przy Kossowskim, do jego stóp nie pasowały także odciski znalezione na miejscu zbrodni, wobec czego wkrótce został zwolniony z aresztu. Dochodzenie przekazano wojskowemu sądowi okręgowemu i objęto klauzulą tajności, co tylko zwiększyło ilość teorii spiskowych, publikowanych przez ówczesną prasę, która o oczyszczeniu Kossowskiego z zarzutów nie została poinformowana. Ten, uznany przez prasę za wroga publicznego, wkrótce wyjechał z kraju.
Wedle jednej z teorii spiskowych podjętych przez ówczesną prasę brukową i anonimowe broszurki, a powtarzaną nawet we współcześnie ukazujących się publikacjach, sprawcą zabójstwa miał być sam Józef Piłsudski.
Z kolei gen. Kordian Józef Zamorski, późniejszy komendant Policji Państwowej, uważał, że śmierć żandarma miała związek z niewyjaśnionym zniknięciem gen. Włodzimierza Ostoja-Zagórskiego. Obóz Piłsudskiego i jego samego osobiście oskarżano o zamordowanie Zagórskiego, w co – wedle popularnych podówczas plotek – zamieszany miał być sam Koryzma. Andrzej Garlicki uważa jednak tę wersję za mało prawdopodobną.
Felicjan Sławoj-Składkowski w swoich wspomnieniach stawia hipotezę, że śmierć żandarma była efektem rywalizacji między urzędem śledczym Policji Państwowej a Żandarmerią Wojskową o to, która ze służb powinna zajmować się ochroną Marszałka Polski Józefa Piłsudskiego, mieszkającego podówczas w Belwederze. Zgodnie z tą wersją tajny agent Policji miał strzelać w stronę Belwederu, by wykazać, że ochrona budynku jest niewystarczająca, a kula przypadkowo ugodziła stojącego na straży Koryzmę. Faktycznie ochrona Marszałka Polski spoczywała na barkach obu służb – teren wokół Belwederu obstawiały warty żandarmerii, z kolei zewnętrzny pierścień ochrony zapewniali agenci podlegli komisarzowi Policji Wacławowi Suchenkowi-Sucheckiemu. Wśród nich dużą grupę mieli stanowić dawni bojowcy Polskiej Partii Socjalistycznej. Wersję tę uznawali za prawdziwą zarówno Stefan Szymborski, następca Suchenka-Sucheckiego na stanowisku, jak i autor Kroniki życia Józefa Piłsudskiego Wacław Jędrzejewicz.
Śledztwo w sprawie śmierci żandarma przeciągało się, być może ze względu na obstrukcję samego urzędu śledczego. W jego toku ustalono, że zaraz po zabójstwie zniknął niejaki Franciszek Sieczko, gangster oskarżany o dokonywanie wymuszeń i rozbojów, współpracownik Józefa Łokietka, a jednocześnie także Urzędu Śledczego. O jego współpracy z Urzędem Śledczym szeroko rozpisywała się prasa lat 20., jednak dowodów na jego udział w zabójstwie nigdy nie znaleziono, został jedynie usunięty ze służby wkrótce po przesłuchaniu. Ostatecznie domniemany sprawca miał zginąć w strzelaninie w kawiarni Studzińskiego przy Targowej w Warszawie 7 lutego 1930, jeszcze przed zakończeniem śledztwa. Kilka miesięcy po zabójstwie Koryzmy, wiosną 1929, Suchenek-Suchecki został przyłapany na próbie wyłudzenia tajnych dokumentów, relegowany ze służby i karnie zesłany do Stanisławowa. Do 1939 nie udało się złapać winnego zabójstwa żandarma.